# MELATO
Als Metal Laminated Tooling (engl., dt. etwa ‚Metall-Laminat-Werkzeuge‘, MELATO) bezeichnet man die Herstellung von Werkzeugen durch schichtweisen Aufbau aus Metallblechen. MELATO gehört als generatives Fertigungsverfahren zu den Rapid-Prototyping-Technologien. D. h., die mit MELATO gefertigten Werkzeuge werden schnell und kostengünstig gefertigt. Sie dienen für Prototypenserien oder kleinere Serien.
Die Bleche werden mit einem Laser ausgeschnitten und auf unterschiedlichste Weise trennbar oder nicht mehr trennbar gefügt. Als Fügeverfahren kommen Kleben, Löten, Schweißen, Schrauben, Verstiften, Gießverfahren und Kombinationen daraus zum Einsatz.

## Prozesskette
1. 3D-CAD-Daten erzeugen
2. generieren von STL-Daten
3. Zerlegen in Querschnitte
4. Verschachteln der Querschnitte auf dem Blech
5. Ausschneiden der Querschnitte
6. Fügen der Querschnitte
7. Endbearbeitung

## Vorteile
- relativ große Baugröße
- nutzen der teuren Laserschneidanlagen auch zum Schweißen und Härten
- Integration von Kühlsystemen in Werkzeuge
- schnelle und günstige Werkzeugherstellung
- höherfeste Materialien verarbeitbar
- gute Bauteilqualität
- Standzeit der Werkzeuge für den Prototypenbau ausreichend